# 顏錦福
顏錦福（1937年3月2日—），臺灣嘉義市人。民主進步黨的發起人之一，曾任立法委員。女兒顏聖冠為第八、九、十、十一、十二屆台北市議會議員。

## 簡介
顏錦福表示由於從小就常聽老一輩的人談到「二二八事件」的慘痛歷史，自小便擁有甚強的台灣意識。讀小學之後接觸到歷史與地理，他就經常思考古巴沒有鐵路建設，為何國力那麼強，台灣與古巴同樣都是孤島，古巴可以獨立建國，台灣為何不行？這是他主張台灣獨立理念的萌芽時期。進入北港國中後，顏錦福擔任班長，當時北港中學每週六下午都安排班會，導師不會出席，由各班班長負責主持會議，當時同學也不知道要討論甚麼問題，顏錦福就利用每週班會時間，向同學講述他對台獨建國的想法。
嘉義中學畢業後，考取國立台灣師範大學物理系。新生訓練自我介紹時，他就強調未來的志願就是「當台灣國的總統」，希望推動台灣獨立建國；當時台灣還處在戒嚴時期，師大校風又非常封閉保守，顏錦福的言論立刻遭到校方的注意。
由於蘇東啟（與中國國民黨的林金生競選雲林縣長落選，蘇東啟對顏錦福稱自己遭做票）認識，顏錦福被帶到位於現在西門町獅子林大樓，也就是過去警總保安處，中國國民黨政府最害怕學生運動，尤其他又是師大學生，保安處要求他說出與蘇東啟的關係與相關事情，但他堅不吐實，遭到保安處人員嚴厲刑求；當時才二十歲出頭的顏錦福遭受刑求痛苦不堪，要求保安處給他一顆藥自殺，保安處人員竟然對他說，「即使你死了，也不能讓你把秘密帶進墳墓去！」顏錦福在蘇東啟事件中被以「知情不報」的罪名判刑兩年，卻被關了二年三個月才出獄。他說大家都以為他會追求台灣獨立，是受到蘇東啟影響，其實事實正好相反，是蘇東啟受到他的影響。
顏錦福在師大畢業後，歷任省立台中女中，省立板橋高中與北一女中的物理教師，之後從商，出任眾志機械股份有限公司董事長。
美麗島事件後從政，並且於1981年參選第四屆台北市議員，未能當選；1985年當選第五屆台北市議員，並且於1989年連任。
顏錦福後來擔任黨外公職人員公共政策研究會第三屆會長，後來又成為民進黨的創黨小組成員之一、民進黨台北市黨部第二任主委、與民進黨福利國連線總召集人；1992年，顏錦福參選第二屆立法委員當選，之後又於1995年、1998年與2001年獲得連任。而顏錦福也曾經於1998年參選民進黨主席，但最後退出選舉。2004年，顏錦福以民進黨立法委員黨內初選賄選嚴重為由，退出立法委員黨內初選而不再競選立委連任，同年年底獲得監察委員提名。

## 選舉紀錄
| 年度 | 選舉屆數             | 選舉區           | 所屬政黨   | 得票數 | 得票率 | 當選標記 | 備註 |
| ---- | -------------------- | ---------------- | ---------- | ------ | ------ | -------- | ---- |
| 1981 | 第四屆臺北市議員選舉 | 第五選舉區       | 無黨籍     | 3,513  | 1.86%  |          |      |
| 1985 | 第五屆臺北市議員選舉 | 第五選舉區       | 無黨籍     | 15,665 | 7.77%  |          |      |
| 1989 | 第六屆臺北市議員選舉 | 第五選舉區       | 民主進步黨 | 24,398 | 10.43% |          |      |
| 1992 | 第二屆立法委員選舉   | 臺北市第二選舉區 | 民主進步黨 | 28,485 | 4.84%  |          |      |
| 1995 | 第三屆立法委員選舉   | 臺北市第二選舉區 | 民主進步黨 | 56,848 | 9.73%  |          |      |
| 1998 | 第四屆立法委員選舉   | 全國不分區選舉區 | 民主進步黨 |        |        |          |      |
| 2001 | 第五屆立法委員選舉   | 全國不分區選舉區 | 民主進步黨 |        |        |          |      |